# Cambra de Comerç de Gijón
La Cambra de Comerç de Gijón és la cambra de comerç asturiana constituïda el 1898.
El 1898 es creà dotze anys de calendari després del Reial decret de 9 d'abril de 1886 sobre cambres de comerç a l'Estat Espanyol. La iniciativa vingué per l'impuls fet a partir del congrés de cambres de comerç fet a Saragossa entre el 20 i el 27 de novembre de 1898. El Cercle de la Unió Mercantil es a preocupar perquè Gijón no tenia cambra de comerç al adonar-se que s'anava a celebrar el congrés, de manera que reaccionaren tirant endavant la constitució d'aquesta cambra de comerç. L'ajuntament de Gijón va fer que el 2 de desembre de 1898 es fera la reunió constitutiva. El 4 de desembre el periódic El Noroeste es mostrà dubtós de la possibilitat d'èxit de la cambra de comerç basant-se en fracassos anteriors. El 19 de desembre aprovaren el reglament intern. El 26 de desembre es realitzà la primera reunió de la junta directiva. El 23 de juliol fins al 3 d'octubre de 1899 realitzà l'Exposició de 1899, amb un èxit.
Durant les primeres dècades de funcionament el càrrec de president de la Junta Directiva no li agrada als elegits per a prendre'l.
El 2014 organitzà la Fira Internacional de Mostres d'Astúries.
El 2016 tancà l'any fiscal amb beneficis.

## Presidents
- Luis Adaro (1898-1900)
- Alfredo Santos de Arana (11 de gener de 1900-16 de setembre de 1913)[10]